# 1971 en Belgique
Chronologie de la Belgique
- 1967
- 1968
- 1969
- 1970
- 1971
- 1972
- 1973
- 1974
- 1975

Cette page concerne des événements qui se sont produits durant l'année 1971 du calendrier grégorien, en Belgique.

## Chronologie

### Janvier
- 1er janvier : la TVA fut adoptée pour la première fois.

### Février
- 2 février : la première pierre de Louvain-la-Neuve, ville nouvelle créée pour accueillir l'UCL, est posée en présence du roi Baudouin.

### Juillet
- 18 juillet : Eddy Merckx remporte pour la troisième fois consécutive le Tour de France.

### Octobre
- 2 octobre : Un  Vickers Vanguard opérant le Vol British European Airways 706 entre l'aéroport de Londres-Heathrow et celui de Salzbourg, s'écrase près d'Aarsele, dans la province de Flandre-Occidentale, faisant 63 morts.

### Novembre
- 7 novembre : élections législatives et provinciales.

## Culture

### Bande dessinée
- Du glucose pour Noémie

### Littérature
- Prix Victor-Rossel : Renée Brock, L'étranger intime.

## Sciences
- Prix Francqui : Georges Thinès (psychologie, UCL).

## Naissances
- 1er mars : Dick Norman, joueur de tennis
- 5 mars : Filip Meirhaeghe, coureur cycliste
- 28 juin : Paul Magnette, homme politique
- 17 juillet : Nico Mattan, coureur cycliste
- 2 septembre : Tom Steels, coureur cycliste
- 21 octobre : Daniel Camus, joueur de football
- 15 décembre : 
  - Tony Bracke, coureur cycliste
  - Arne Quinze, artiste.

## Décès
- 17 janvier : Philippe Thys, coureur cycliste
- 15 février : 
  - François Gardier, coureur cycliste
  - Freddy Terwagne, homme politique
- Albert de Vleeschauwer :  homme politique
- 15 mars : Jean-Pierre Monseré, coureur cycliste
- 18 avril : Désiré Bastin, joueur de football
- 7 juin : Camille Gutt, homme politique
- 13 août : Oscar Verbeeck, joueur de football
- 10 septembre : Édouard Froidure, prêtre, enseignant et résistant
- 25 septembre : Joseph Musch, joueur de football
- 11 octobre : Léon Delsinne, homme politique
- 21 octobre : Étienne Gailly, athlète.

## Statistiques
- Population totale au 1er janvier 1971 : 9 650 944 habitants[1].